# Cementerio de Pantin
El cementerio de Pantin es un cementerio en las afueras de la ciudad francesa de París. Su superficie está repartida entre las comunas de Pantin y Bobigny, departamento de Sena-Saint-Denis.
La inauguración del cementerio tuvo lugar el día 15 de noviembre de 1886. Su puesta en marcha fue simultánea a la del cementerio de Bagneux. A finales del siglo XIX su entorno era todavía básicamente de carácter agrícola. A lo largo del siglo XX tuvo lugar el surgimiento de áreas industriales en el espacio delimitado entre el cementerio y la vía férrea al sur de este. Se trata del cementerio más grande de París, con una superficie total de 107,6 ha.

## Personajes ilustres
- José Barón Carreño (Gérgal, Almería, 1918 - París, 19 de agosto de 1944), miembro de la Agrupación de Guerrilleros Españoles, resistente comunista y republicano español.[5]

1. ↑  Bertrand y Croq, 2007, p. 10.
2. 1 2 3  Bertrand y Croq, 2007, p. 7.
3. ↑  Bertrand y Croq, 2007, p. 9.
4. ↑  Bertrand y Croq, 2007, p. 11.
5. ↑  «José Barón, muerto por Francia - octubre 2020 - Editorial Circulo Rojo». Consultado el 15 de noviembre de 2022.